# 天主教南十字聖母個別教長管轄區
天主教南十字聖母個別教長管轄區（英語：Personal Ordinariate of Our Lady of the Southern Cross）是天主教會在澳洲設置的個別教長管轄區，直屬於聖座。個別教長管轄區的設立允許前聖公會成員與天主教會共融，同時還保留「獨特聖公會遺產」的元素。

## 歷史
2012年1月15日成立個別教長管轄區，此個別教長管轄區是基於教宗本篤十六世於2009年發布的宗座憲章《聖公會的結合》（拉丁語：Anglicanorum coetibus）成立的，其成員以自澳洲聖公會改宗天主教的聖職人員及信眾為構成，藉由個別教長管轄區的成立而得以保存源自聖公會的傳統。
現任宗座署理為安多尼·蘭達佐主教，榮休教長是嘉祿·里德和亨利·恩特威斯爾。

## 外部連結
- 天主教南十字聖母個別教長管轄區官方網站 （页面存档备份，存于）